# Аккемирский район
Аккемирский район — единица административного деления Актюбинского округа Казакской АССР, существовавшая в 1928—1930 годах. Центр — посёлок при станции Джурун.
Аккемирский район был образован в 1928 году в составе Актюбинского округа на базе Аккемирской и Богословской волостей Актюбинского уезда, а также Джурунской и части Темирской волостей Темирского уезда Актюбинской губернии. В 1930 году район был упразднён, а его территория разделена между Актюбинским и Темирским районами.